# Michael Tucci
Michael Tucci (New York, 15 aprile 1946) è un attore statunitense noto per la sua interpretazione di Sonny nel musical Grease (Brillantina) del 1978.

## Carriera
Debutterà sul grande schermo nel 1975, interpretando Richie in Un'ombra nel buio, per poi raggiungere la fama internazionale nel 1978, anno della sua interpretazione del T-Bird "Sonny" in Grease (Brillantina).
Dal 1993 al 1997 ha fatto parte del cast della serie Un detective in corsia, affiancandosi al protagonista Dick Van Dyke.

## Filmografia parziale

### Cinema
- Un'ombra nel buio (Forced Entry), regia di Jim Sotos (1975)
- Grease (Brillantina) (Grease), regia di Randal Kleiser (1978)
- Blow, regia di Ted Demme (2001)
- Mimic 2, regia di Jean de Segonzac (2001)
- Corpi da reato (The Heat), regia di Paul Feig (2013)

### Televisione
- Il mio amico Arnold (Diff'rent Strokes) – serie TV, episodio 7x23 (1983)
- Un detective in corsia (Diagnosis: Murder) – serie TV, 85 episodi (1993-1997)
- L'uomo che catturò Eichmann (The Man Who Captured Eichmann), regia di William A. Graham – film TV (1996)

## Doppiatori italiani
Nelle versioni in italiano delle opere in cui ha recitato, Michael Tucci è stato doppiato da:
- Claudio Sorrentino in Grease (Brillantina)
- Oliviero Dinelli in Un detective in corsia
- Ambrogio Colombo in Mimic 2
- Michele Gammino in Corpi da reato
- Luigi Ferraro in Grease (Brillantina) (ridoppiaggio)